# Оперативное командование «Юг»

Зона ответственности ОК «Юг» на 1 января 2022 года

Оперативное командование «Юг» (ОК «Юг») (укр. Оперативне командування "Південь") — оперативное объединение Сухопутных войск Вооружённых сил Украины, созданное в январе 1998 года на базе Одесского военного округа.
Области ответственности: Винницкая, Кировоградская, Николаевская, Одесская, Херсонская и Крым, как отдельный военно-сухопутный район. Управление находится в Одессе.

## История
Оперативное командование «Юг» создано в январе 1998 года на базе Одесского военного округа.
Изначально войска южного ОК располагались на территории 9 областей (Одесской, Кировоградской, Николаевской, Херсонской, Днепропетровской, Запорожской, Харьковской, Луганской, Донецкой).
В марте 2014 года полуостров Крым выделен в отдельный военно-сухопутный район.
В январе 2015 года 5 областей выделено в оперативное командование «Восток».

## Состав

### До 2006 года
До 1 июля 2006 года в Южное оперативное командование входили соединения и части 6-го армейского корпуса (6 ак), в составе:
- управления
- 17-я отдельная танковая бригада, г. Кривой Рог
- 28-я отдельная механизированная бригада, пгт. Черноморское
- 92-я отдельная механизированная бригада, с. Клугино-Башкировка
- 93-я отдельная механизированная бригада, пгт. Черкасское
- 55-я отдельная артиллерийская бригада, г. Запорожье
- 107-й полк реактивной артиллерии, г. Кременчуг
- 25-я отдельная воздушно-десантная бригада, пгт. Гвардейское
- 79-я отдельная аэромобильная бригада, г. Николаев
- 11-й полк армейской авиации, с. Чернобаевка
- 1039-й зенитный ракетный полк, пгт. Гвардейское
- 3-й отдельный полк специального назначения, г. Кропивницкий
- 50-й учебный отряд специальной подготовки, г. Кропивницкий
- 208-я Херсонская зенитно-ракетная бригада, г. Херсон
- 301-й зенитно-ракетный полк, г. Никополь

### 2021 год
- управление
- 28-я отдельная механизированная бригада (Черноморское)
- 56-я отдельная мотопехотная бригада (Мирное)
- 57-я отдельная мотопехотная бригада (Кропивницкий)
- 59-я отдельная мотопехотная бригада (Гайсин)
- 40-я отдельная артиллерийская бригада (Первомайск)
- 38-й зенитный ракетный полк (Новая Одесса)
- 7-й отдельный полк связи (Одесса)
- 31-й отдельный ремонтно-восстановительный полк
- 16-й отдельный полк оперативного обеспечения
- 131-й отдельный разведывательный батальон
- 183-й отдельный батальон материального обеспечения
- 225-й отдельный автомобильный батальон
- 363-й отдельный батальон охраны и обслуживания
- 10-я группа боевого управления
- 91-й командно-разведывательный центр (Красносёлка)
- региональный центр радиоэлектронной разведки «Юг» (Красносёлка)
- 64-й информационно-телекоммуникационный узел
- 23-я отдельная рота радиоэлектронной борьбы
- 108-я расчетно-аналитическая станция
- 46-й объединённый центр обеспечения
- 235-й межвидовой центр подготовки воинских частей и подразделений
- 241-й общевойсковой полигон
- 1513-й артиллерийский склад боеприпасов[1]

## Руководство
- ОдВО — с декабря 1993 года; ЮОК — с момента переформирования по сентябрь 1998 года генерал-полковник В, П. Шкидченко
- 30 сентября 1998 года — 19 декабря 2001 года генерал-полковник А. И. Затынайко
- 2001 год — 2004 год генерал-лейтенант В. Н. Можаровский
- ?? ноябрь 2003 года — июль 2005 года генерал-лейтенант Г. Н. Педченко
- 11 июля 2005 года — 25 июня 2007 года генерал-лейтенант И. Ю. Свида
- 10 июля 2007 года — 10 мая 2012 года генерал-лейтенант П. М. Литвин; далее назначен командиром 8 ак (Житомир)
- генерал-майор Игорь Фёдоров (и. о.); начштаба
- 2 июля 2012 года — генерал-майор А. Н. Сиротенко, далее начальник Главного управления оборонного и мобилизационного планирования Генерального штаба ЗСУ.
- С апреля 2016 года - генерал-майор (c 23 августа 2017 генерал-лейтенант) А.Н. Грищенко.
- С ноября 2017 года — генерал-майор Олег Вишневский.